# Erwin Vandenbergh
Erwin Vandenbergh (* 26. ledna 1959, Ramsel, Belgie) je bývalý belgický fotbalový útočník. Stal se šestkrát nejlepším střelcem belgické ligy a v roce 1980 získal cenu Zlatá kopačka pro nejlepšího střelce Evropy.
Belgii reprezentoval na světových šampionátech v letech 1982 a 1986 a na mistrovství Evropy v letech 1980 a 1984. Je držitelem stříbrné medaile z ME 1980.

## Úspěchy

### Klubové
RSC Anderlecht
- Belgická liga – 1. místo (1984/85, 1985/86)
- Pohár UEFA – vítěz (1982/83)
- Belgický superpohár – vítěz (1985)

### Reprezentační
Belgie
- Mistrovství Evropy – 2. místo (1980)

### Individuální
- Nejlepší střelec belgické ligy 1979/80, 1980/81, 1981/82, 1982/83, 1985/86, 1990/91
- Zlatá kopačka (1981)